# Eleutherodactylus pezopetrus
Eleutherodactylus pezopetrus är en groddjursart som beskrevs av Schwartz 1960. Eleutherodactylus pezopetrus ingår i släktet Eleutherodactylus och familjen Eleutherodactylidae. IUCN kategoriserar arten globalt som akut hotad. Inga underarter finns listade i Catalogue of Life.